# Michael Löwe (Informatiker)
Michael Löwe (* 12. Februar 1956 in Bielefeld; † 25. Dezember 2019) war ein deutscher Informatiker. Von 2000 bis zu seinem Tod war er Professor an der FHDW Hannover.

## Werdegang
Löwe studierte von 1975 bis 1981 Informatik mit Linguistik im Nebenfach an der Technischen Universität Berlin, wo er 1990 nach einer Tätigkeit als wissenschaftlicher Mitarbeiter auch promovierte und sich 1997 schließlich habilitierte.
In der Zwischenzeit, von 1993 bis 1996, arbeitete Löwe als Abteilungsleiter am Fraunhofer-Institut für Software- und Systemtechnik und anschließend als Geschäftsführer der HDI-Informationssysteme, einer Tochtergesellschaft der HDI.
Von Juli 2000 bis 2019 war er Professor an der FHDW Hannover, an der er neben der Forschung insbesondere Vorlesungen zu Software-Entwicklung und -Architektur mit Schwerpunkt auf Objektorientierung abhielt. Bis 2018 war er dort außerdem auch Abteilungsleiter Informatik.
Löwe forschte insbesondere zu Fragen der Graphentransformation und darauf aufbauend zu Modelltransformationen. Er veröffentlichte auch viele Publikationen unter anderem zu den Themen "Formale Software-Spezifikation", Software-Reengineering und Modellgetriebene Softwareentwicklung.

## Veröffentlichungen (Auswahl)
- Michael Löwe: Extended Algebraic Graph Transformation. Berlin 1991.
- Michael Löwe: Algebraic approach to single-pushout graph transformation. In: Theoretical Computer Science. Band 109, Nr. 1–2, März 1993, S. 181–224, doi:10.1016/0304-3975(93)90068-5.
- Andrea Corradini, Ugo Montanari, Francesca Rossi, Hartmut Ehrig, Reiko Heckel, Michael Löwe: Algebraic Approaches to Graph Transformation, Part I: Basic Concepts and Double Pushout Approach. In: Grzegorz Rozenberg (Hrsg.): Handbook Of Graph Grammars And Computing By Graph Transformation. Volume 1: Foundations. World Scientific Publishing, New Jersey 1. Januar 1997, S. 163–245, doi:10.1142/9789812384720_0003.
- Michael Löwe: Graph rewriting in span-categories. In: International Conference on Graph Transformation. Springer, Berlin / Heidelberg 2010, S. 218–233, doi:10.1007/978-3-642-15928-2_15.
- Michael Löwe, Marius Tempelmeier: On Single-Pushout Rewriting of Partial Algebras. 2015.
- Michael Löwe, Harald König, Christoph Schulz, Marius Schultchen: Algebraic graph transformations with inheritance and abstraction. 2015.
- Michael Löwe: Polymorphic Sesqui-Pushout Graph Rewriting. 2015.
- Michael Löwe: Single-Pushout Rewriting of Partial Algebras. 2015.
- Michael Löwe: SPO-Rewriting of Constrained Partial Algebras. 2016.
- Michael Löwe: Sesqui-Pushout Rewriting with Type Refinements. 2016.
- Michael Löwe: Double-Pushout Rewriting in Context. 2018.
- Michael Löwe: Characterisation of Parallel Independence in AGREE-Rewriting. 2018.
- Michael Löwe: Model Transformations as Free Constructions. 2018.
- Michael Löwe: On the Essence of Parallel Independence for the Double-Pushout and Sesqui-Pushout Approaches. 2018.
- Michael Löwe: Double-Pushout Rewriting in Context - Rule Composition and Parallel Independence. 2019.